# Dicranomyia (Dicranomyia) hainaniana
Dicranomyia (Dicranomyia) hainaniana is een tweevleugelige uit de familie steltmuggen (Limoniidae). De soort komt voor in het Oriëntaals gebied.